# Marco Zambelli
Marco Zambelli (nascut el 22 d'agost de 1985) és un futbolista italià que juga com a defensa.

## Carrera de club
Natiu de Gavardo, província de Brescia, Zambelli ha passat la major part de la seva carrera al Brescia Calcio. Va jugar el seu primer partit de la Sèrie A el 26 de setembre de 2004.
El 5 d'agost de 2019 va fitxar amb Feralpisalò.